# Goetzenbruck
Gœtzenbruck redirige ici.
Goetzenbruck [ɡœtsənbʁyk], également orthographié Gœtzenbruck, est une commune française située dans le département de la Moselle, en région Grand Est.
Village rural de Lorraine, du pays de Bitche et du bassin de vie de la Moselle-est, Goetzenbruck est situé à 51,6 km au nord-ouest de Strasbourg, dans le terroir du parc naturel régional des Vosges du Nord. Au niveau intercommunal, la municipalité est intégrée dans la communauté de communes du Pays de Bitche qui regroupe 46 localités autour de Bitche. En 2022, la population légale est de 1 464 habitants, appelés les Goetzenbruckois et Goetzenbruckoises, qui font de Goetzenbruck le 4e village le plus peuplé du pays de Bitche après Bitche, Rohrbach et Montbronn.
Le village est fondé en 1721. Dépendante du Comté de Bitche, la localité est à l'époque la propriété des ducs de Lorraine. Le village devient français en 1766 sous Louis XV avec le rattachement du duché de Lorraine au royaume de France. Comme le reste de la Moselle, Goetzenbruck devient allemand durant la période du Reichsland (1871-1918) puis lors de l'occupation nazie (1940-1945).

## Géographie

### Localisation et communes avoisinantes
Située à l'est du département de la Moselle, la commune de Goetzenbruck appartient au pays de Bitche ; elle jouxte le département voisin du Bas-Rhin, région communément appelée Alsace Bossue. Goetzenbruck appartient au canton de Bitche et à l’arrondissement de Sarreguemines.
À vol d'oiseau, Goetzenbruck se situe à 52 km au nord-ouest de Strasbourg, chef-lieu de région, à 88 km à l'est de Metz, chef-lieu de département, à 27 km au sud-est de Sarreguemines, chef-lieu d'arrondissement et à 9 km au sud-ouest de Bitche, chef-lieu du canton et de la communauté de communes du Pays de Bitche.
| Saint-Louis-lès-Bitche | Lemberg      |             |
| Schieresthal           | Goetzenbruck | Mouterhouse |
| Meisenthal             | Sarreinsberg | Althorn     |

### Présentation du ban communal

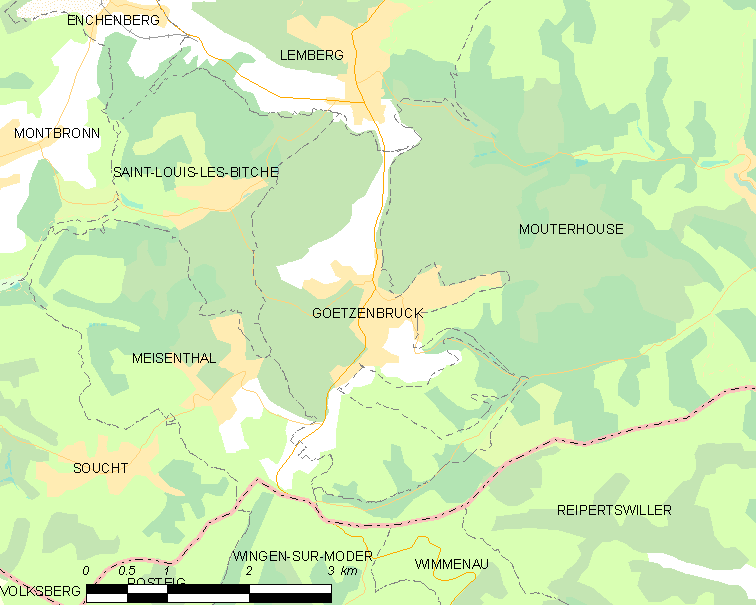
Plan contemporain du territoire communal de Goetzenbruck.

Culminant à 430 mètres, le village se développe sur le rebord du plateau, en limite des pays couvert et découvert.
En 2013, la densité de la commune est de 198 habitants au km2. Elle est bien supérieure à celle du canton de Bitche (59 habitants au km2) dont Gœtzenbruck fait partie, et à celle du département de la Moselle (168 habitants au km2). Cela est principalement dû à une population assez importante au vu de la petite superficie du ban communal : 812 hectares.
Le village possède une annexe, Althorn sur la frange sud-est du ban, rattachée en 1946 en même temps que Sarreinsberg, village complétement aggloméré à Goetzenbruck.
Althorn comprend elle-même un appendice noyé dans la forêt, Schoenthal, ne comptant que quelques maisons isolées. Le découpage des limites communales comporte une particularité, une enclave au sud-est entre Sarreinsberg et Althorn, essentiellement constituée de forêts, appartient à la commune voisine de Mouterhouse.
Le ban communal comprend une part considérable de forêts, 504 hectares (62 % du territoire communal). Le reste de l'espace est ainsi occupé par un tissu urbain étendu représentant 226 hectares (28 % du territoire communal) et par un domaine agricole de 82 hectares (seulement 10 % du territoire communal). Le village s'implante selon un axe nord-sud, avec une poche vers l'est, jouxtant la limite est de la commune. Il est installé sur les flancs d'un vallon orienté est-ouest, et partiellement sur les crêtes de part et d’autre, occasionnant par là-même d'originaux vis-à-vis.
Aucun cours d'eau d'importance n'est présent sur le territoire communal, quelques ruisseaux ou plutôt des fossés récoltant les eaux de ruissellement se situent dans les différents Talwegs. Le ruisseau le
plus important, le Breidenbach, prend sa source sur le territoire de Goetzenbruck, longe l’extrémité sud-est du territoire, passe par Althorn et vient se jeter dans la Zinsel du Nord à Mouterhouse.

### Géologie et relief
Système d’information pour la gestion des eaux souterraines du bassin Rhin-Meuse : Carte géologique.
Le paysage de Goetzenbruck et de ses alentours est caractéristique de la chaîne septentrionale des Vosges, les montagnes couvertes de forêt offrent une forme arrondie, le terrain est extrêmement accidenté. Le village correspond globalement à un plateau découpé par un vallon bien encaissé. La commune se développe de part et d’autre du Talweg, laissant en contrebas du cœur du village une longue zone humide parfois marécageuse.
Le point le plus haut du ban communal est constitué d’une ligne de crête formant un replat, à 430 m d’altitude, traversant le territoire selon une ligne sud-est d’environ 3 km. Une seconde ligne de crête sur un éperon au nord lui fait face à la côte de 410 m. Le point le plus bas se situe dans la vallée du Breidenbach, en contrebas de l’écart Althorn, à 255 m d’altitude au croisement des deux vallons. À proximité se trouve une succession de petits étangs, il s’agit du site de l’ancien moulin d’Althorn.
La zone urbaine de Goetzenbruck s’étend sur les deux replats des éperons respectivement à 430 et 410 m, reliés par un étranglement à une altitude de 380 m, centre du village où s’est implantée la verrerie, noyau originel duquel est partie l’urbanisation. Le second noyau, Sarreinsberg, s’est développé sur le replat au Sud, en vis-à-vis. La dénivelée entre le centre et les crêtes accuse une différence de 50 m, extrêmement présente dans le paysage urbain. L’écart d’Althorn est quant à lui implanté dans une vallée à 278 m d’altitude.
Le territoire de la commune de Gœtzenbruck appartient aux Vosges gréseuses (la Haarth). Ce terroir au sol maigre favorise les grandes forêts de conifères. Le paysage présente une structure tabulaire entrecoupée de vallées profondes aux pentes raides. Un élément tectonique remarquable est l’importante faille qui traverse la commune d’ouest en est, coupant toutes les strates géologiques présentes sur le ban.
La commune se compose de 146,25 hectares de territoires artificialisés (19,24 %), 239,81 hectares de territoires agricoles (31,55 %) et 374,06 hectares de forêts et milieux semi-naturels (49,22 %).
Espaces naturels :
- Trois espaces protégés hors Natura 2000 Vosges Du Nord :

Réserve de Biosphère, zone tampon,
Réserve de Biosphère, zone de transition,
Parc naturel régional.
- Un espace protégé Natura 2000 :

Cours d'eau, tourbières, rochers et forêts des Vosges du nord et souterrain de Ramstein.
- Quatre zones naturelles d'intérêt écologique, faunistique et floristique (Znieff) :

Pays de Bitche,
Gîte à chiroptères à Soucht,
Cours d'eau et tourbières des Vosges du Nord,
Ruisseaux de Saint-Louis-lès-Bitche.

### Occupation du sol

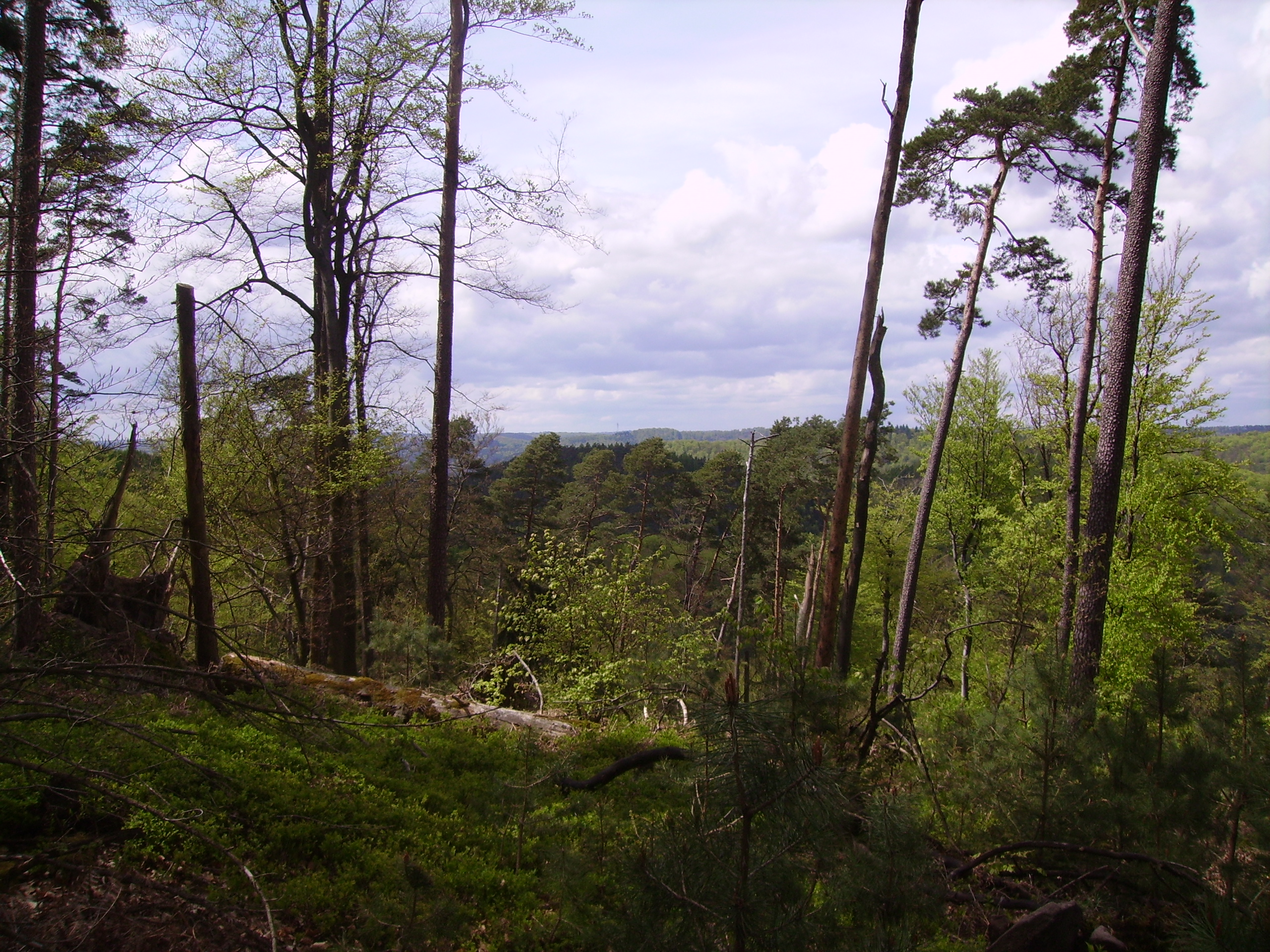
Vue sur la tour hertzienne de Goetzenbruck depuis la forêt d'Offwiller.

Goetzenbruck se situe en « Pays couvert » (Wasgau) qui constitue l’une des deux grandes entités paysagères du pays de Bitche. L’occupation des sols découlant du relief et de la géologie se décompose de la façon suivante :

#### Les forêts
Elles représentent 62 % du ban communal et sont constituées essentiellement de feuillus, hêtres, charmes, chênes ou de mélange de feuillus et de conifères, sauf sur une portion ouest du ban, vers Meisenthal ainsi que dans les vallées et vallons autour d’Althorn où conifères et épicéas dominent.

#### Les replats, prairies et cultures
Les cultures sont très peu présentes sur les crêtes, quelques champs de maïs alternent avec de grands prés, ponctués quelquefois de beaux vergers. Les prairies naturelles exploitées en prés de fauche occupent de vastes espaces, notamment vers les lignes de crête au nord et au sud de la partie urbaine. Elles prédominent par rapport aux pâturages aménagés en parcs à animaux. Une pointe au sud-ouest du territoire comprend des surfaces enherbées denses composées essentiellement de graminées, ces pelouses sont principalement pâturées.

#### Les coteaux
Le village est entièrement ceinturé de jardins ou de vergers, quand l’urbanisation ne les a pas mis à mal. Cette frange végétale sert de tampon avec les grandes étendues de pâturages, situées en amont. Les vergers apparaissent généralement diversifiés avec une présence régulière de pommiers et de pruniers. Les friches sèches ont tendance à envahir ces coteaux, de nombreux jardins et vergers n’étant plus entretenus, en particulier sur le coteau sud bordant le Talweg.

#### Le vallon humide
La prairie humide, située dans le Talweg ouest en contrebas de la verrerie, possède une végétation caractéristique de zone humide. Elle se compose essentiellement de formations fauchées, évoluant parfois vers une friche à jonc. On note la présence de quelques étangs dans la vallée du Breidenbach en contrebas d’Althorn, non loin de l’emplacement d’un ancien moulin, ces étangs constituent des réserves de pêches pour les associations locales.

### Hydrographie et les eaux souterraines
Goetzenbruck se situe partiellement dans le bassin hydrographique de la Sarre, pour le secteur nord et ouest, et dans le bassin hydrographique du Rhin pour le secteur est et sud, Sarreinsberg étant la zone de partage des eaux. Elle est drainée par le ruisseau le Grentzbach, le Klabach et le ruisseau Breidenbach.
Le Grentzbach, d'une longueur totale de 21,2 km, prend sa source dans la commune  et se jette  dans l'Eichel à Waldhambach, après avoir traversé neuf communes.
De part et d’autre du resserrement, entre les deux massifs, une zone humide de fond de vallée s’étend l’une, de l’est vers l’ouest correspondant au Talweg, l’autre de l’ouest vers l’est en direction de Mouterhouse où s’écoule le Moderbach, mais déjà sur le territoire de la commune voisine. La zone humide de l’ouest est plutôt marécageuse, avec une végétation caractéristique, elle recueille les eaux de ruissellement des deux versants, mais ne présente ainsi aucune menace d’inondation, car située en contrebas des zones urbanisées.

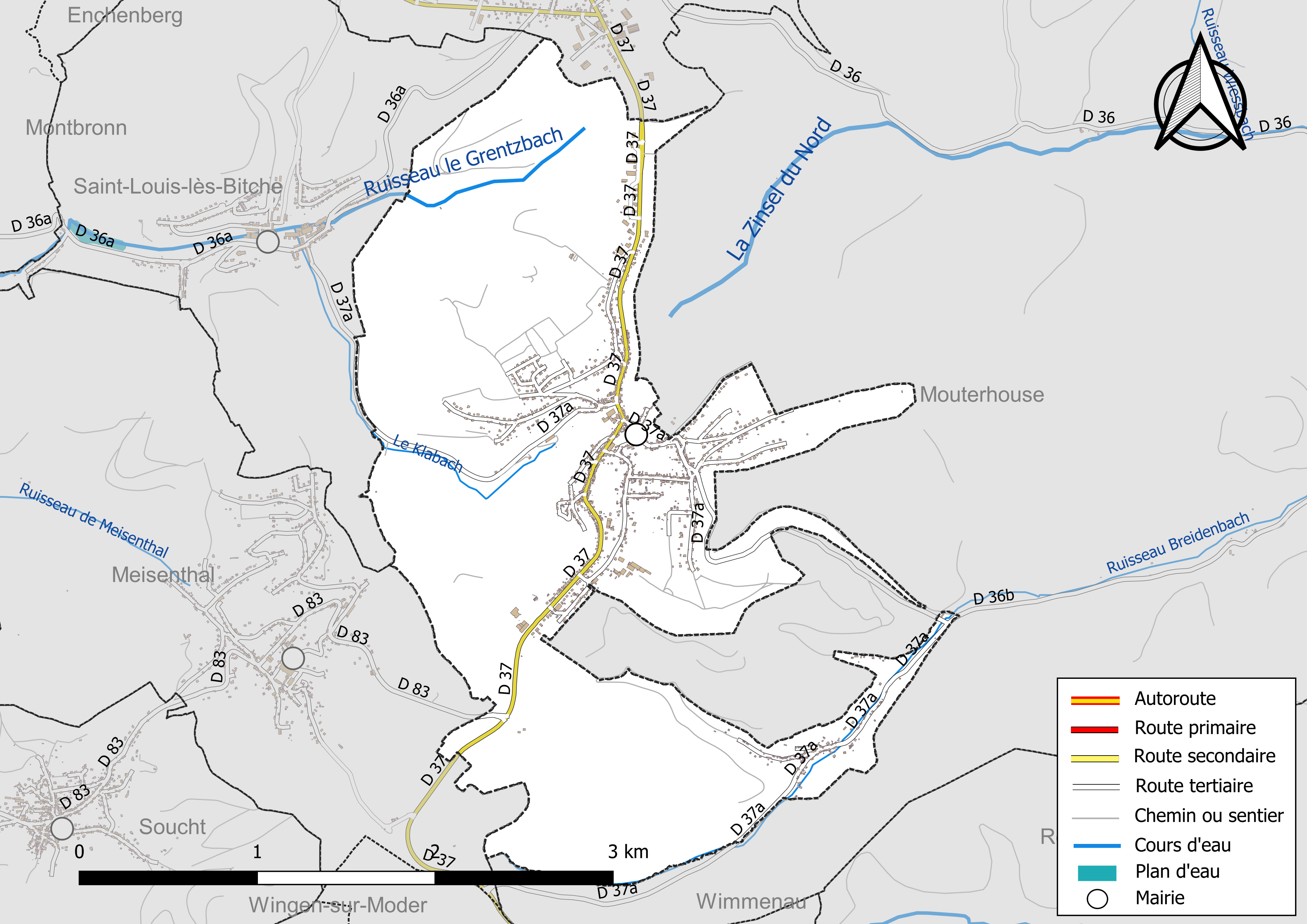
Réseaux hydrographique et routier de Goetzenbruck.

La qualité des eaux des principaux cours d’eau de la commune, notamment du ruisseau le Grentzbach, peut être consultée sur un site dédié géré par les agences de l’eau et l’Agence française pour la biodiversité.

### Climat
Pour des articles plus généraux, voir Climat du Grand Est et Climat de la Moselle.
En 2010, le climat de la commune est de type climat des marges montargnardes, selon une étude du Centre national de la recherche scientifique s'appuyant sur une série de données couvrant la période 1971-2000. En 2020, Météo-France publie une typologie des climats de la France métropolitaine dans laquelle la commune est exposée à un climat semi-continental et est dans la région climatique Vosges, caractérisée par une pluviométrie très élevée (1 500 à 2 000 mm/an) en toutes saisons et un hiver rude (moins de 1 °C).
Pour la période 1971-2000, la température annuelle moyenne est de 9,6 °C, avec une amplitude thermique annuelle de 17 °C. Le cumul annuel moyen de précipitations est de 949 mm, avec 12,4 jours de précipitations en janvier et 10,6 jours en juillet. Pour la période 1991-2020, la température moyenne annuelle observée sur la station météorologique de Météo-France la plus proche, « Mouterhouse », sur la commune de Mouterhouse à 5 km à vol d'oiseau, est de 10,1 °C et le cumul annuel moyen de précipitations est de 954,2 mm. 
La température maximale relevée sur cette station est de 40,4 °C, atteinte le 25 juillet 2019 ; la température minimale est de −23 °C, atteinte le 13 janvier 1987,,.
Les paramètres climatiques de la commune ont été estimés pour le milieu du siècle (2041-2070) selon différents scénarios d'émission de gaz à effet de serre à partir des nouvelles projections climatiques de référence DRIAS-2020. Ils sont consultables sur un site dédié publié par Météo-France en novembre 2022.

### Voies de communications et transport

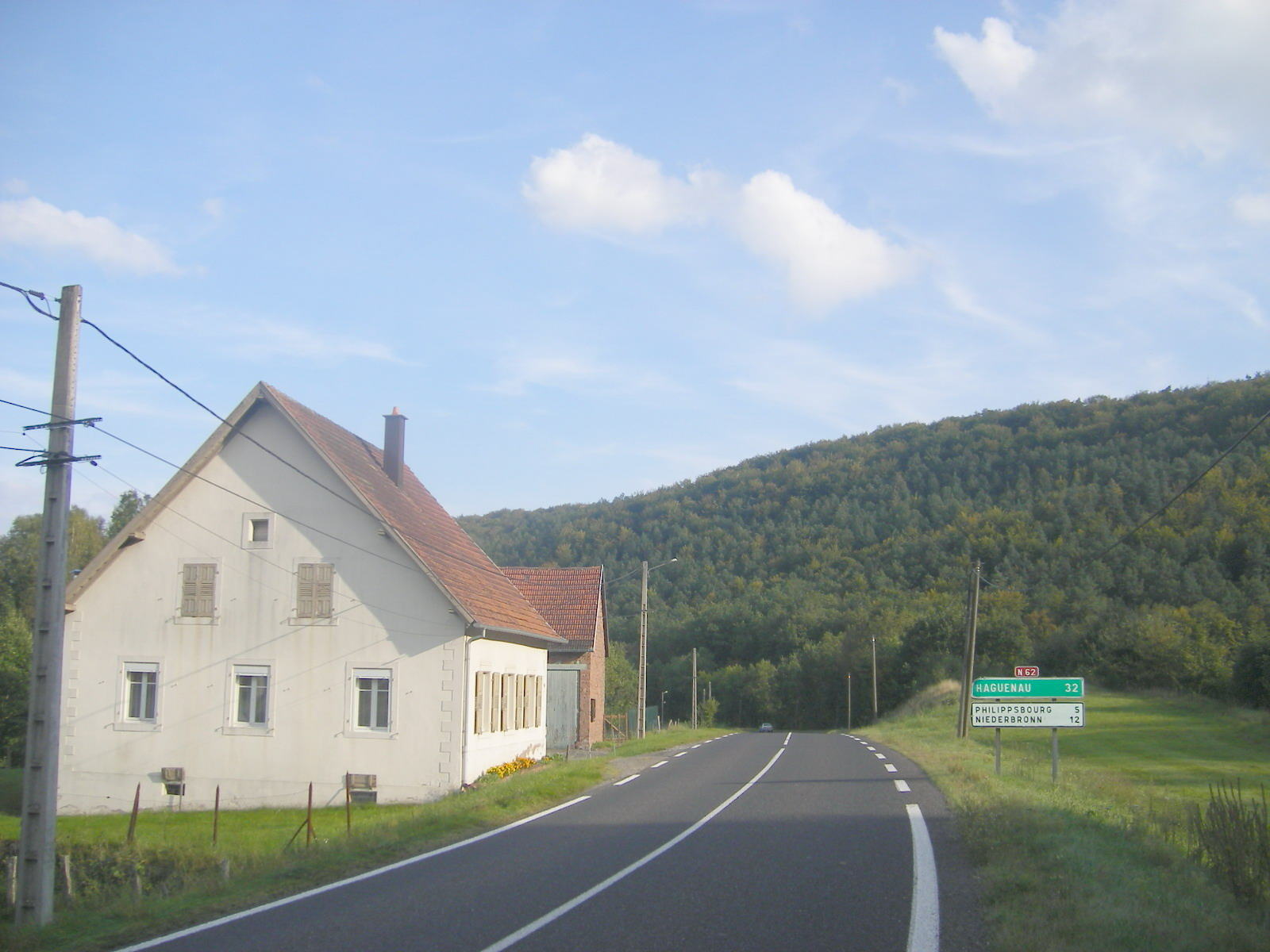
La RN62 à Bannstein

#### Réseau routier
Le village de Goetzenbruck est relié à la N62, jonction de Sarreguemines à Haguenau en passant par Bitche, par la RD37 traversant la commune de Lemberg. Par ailleurs, il est bien desservi par les routes secondaires : il est traversé selon un axe nord-sud par la RD37 permettant de relier d’une part Meisenthal et d’autre part Wingen-sur-Moder et Wimmenau en Alsace, puis vers Ingwiller et Haguenau par la RD919. Selon un axe est-ouest, la RD37A mène à Saint-Louis-lès-Bitche vers l’ouest et à l’annexe d’Althorn et à Mouterhouse vers l’est.
La situation de Goetzenbruck est fort éloignée de Metz, la liaison vers la capitale mosellane se fait par l’autoroute A4 via les échangeurs de Sarre-Union ou de Sarreguemines. Aussi, naturellement les habitants sont plus orientés vers l’Alsace, Haguenau n’étant distante que d’une quarantaine de kilomètres.

#### Transports en commun
La ligne de chemin de fer Sarreguemines-Bitche desservait de 1869 à 2014 la gare ferroviaire de la commune voisine de Lemberg. La ligne ferroviaire étant désaffectée depuis 2014, la gare de Lemberg est maintenant desservie par une liaison d'autocars TER Lorraine. La gare de Saint-Louis-lès-Bitche, un autre village voisin, fut de 1897 à 1971 le terminus d'une ligne de chemin de fer allant à Wingen-sur-Moder. De nos jours, la gare ferroviaire SNCF la plus proche est la gare de Wingen-sur-Moder, en service depuis 1895 sur la ligne Sarreguemines-Strasbourg.
Des ramassages vers le collège de Lemberg et vers les lycées et collège de Bitche sont organisés lors des périodes scolaires.

#### Réseau aérien
L’aéroport de Sarrebruck-Ensheim se situe à 45 km (liaison avec les grandes villes allemandes), celui de Strasbourg-Entzheim à 70 km (liaison avec les grandes villes françaises et européennes). L’aéroport international de Francfort est distant de 200 km du village. L’aéroport de Deux-Ponts (à 37 km) qui offrait des liaisons quotidiennes vers Berlin et Majorque n'est plus exploité depuis octobre 2014.

## Urbanisme

### Typologie
Au 1er janvier 2024, Goetzenbruck est catégorisée bourg rural, selon la nouvelle grille communale de densité à sept niveaux définie par l'Insee en 2022.
Elle est située hors unité urbaine et hors attraction des villes,.

### Occupation des sols
L'occupation des sols de la commune, telle qu'elle ressort de la base de données européenne d’occupation biophysique des sols Corine Land Cover (CLC), est marquée par l'importance des forêts et milieux semi-naturels (49,5 % en 2018), en diminution par rapport à 1990 (68,6 %). La répartition détaillée en 2018 est la suivante : 
forêts (49,5 %), terres arables (19,5 %), zones urbanisées (19,1 %), zones agricoles hétérogènes (9,7 %), prairies (2,1 %). L'évolution de l’occupation des sols de la commune et de ses infrastructures peut être observée sur les différentes représentations cartographiques du territoire : la carte de Cassini (XVIIIe siècle), la carte d'état-major (1820-1866) et les cartes ou photos aériennes de l'IGN pour la période actuelle (1950 à aujourd'hui).

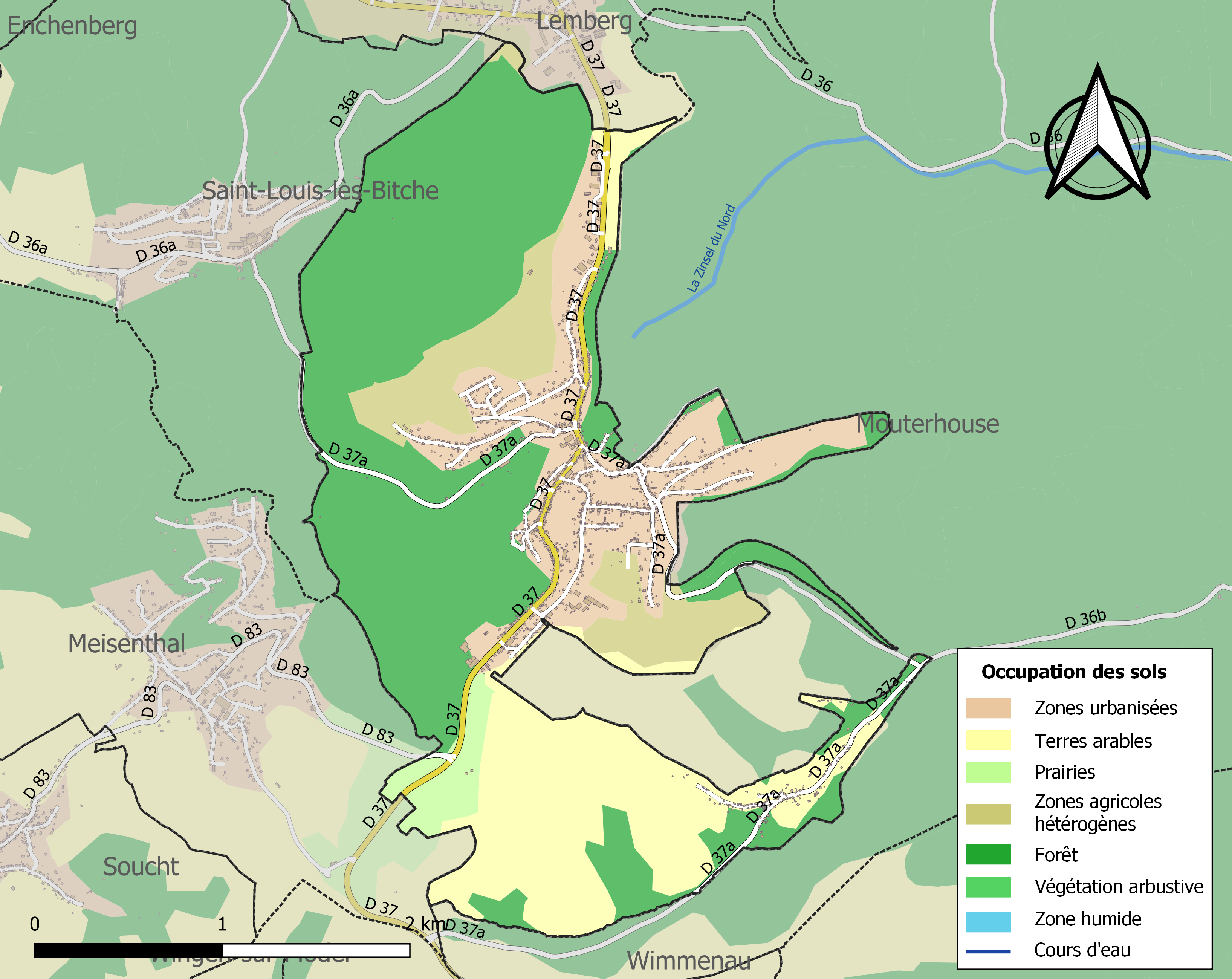
Carte des infrastructures et de l'occupation des sols de la commune en 2018 (CLC).

## Toponymie

### Goetzenbruck
- Lors de sa création en 1721, le village se présente sous l'appellation Gotzbrick, dont l'origine est partagée. Il pourrait venir de l'allemand Götze-Brück, le pont qui porte la statue d'un saint, ou alors plus probablement de Gaetzenbrück, c'est-à-dire un assemblage de rondins juxtaposés recouvrant un sol marécageux sur le parcours d'une route[32].
- Anciennes mentions[33],[34] : Gotzembruck (XVIIIe siècle) ; Gotzbruck (1721) ; Goetzembruck (1751) ; Goltzembruch (1756) ; Gotzbrick (1779) ; Goetzenbruck (1793) ; Getzenbruck (1801) ; Götzenbrück (1940-1944).
- En francique lorrain : Getzebrikk[35] et Getzebrigg. En allemand : Götzenbrück.

### Écarts
Ces deux écarts ont été rattachés à la commune de Goetzenbruck après la Seconde Guerre mondiale.

#### Althorn
- Althorn, cité depuis 873 et reconstruit après la guerre de Trente Ans. Althorn se situe à 1,5 km au sud de la commune.
- Anciennes mentions[36] : Altthann (1594) ; Althehorn (XVIIIe siècle) ; Arthorn (1801).
- En francique lorrain : Althoern[35].
- Sobriquet des habitants : Althorner Ratzer ou Althorner Rotzbuben, « les roupieux d'Althorn ». Les roupieux sont ceux qui laissent pendre en bas du nez les humeurs sécrétées par la muqueuse nasale au lieu de se moucher, ce qui dénote la plus grande malpropreté[32]...

#### Sarreinsberg
- Sarreinsberg, ou Königsberg, datant de 1746. Cet écart était quasi-attenant à Goetzenbruck. La frontière se situe de l'axe passant par la rue de la Forêt, le tronçon de la rue Harpe à la rue de l'École, le début de la rue Saint-Hubert jusqu'au croisement de la rue d'Ingwiller et de la rue du Foyer, Sarreinsberg étant situé versant sud et, Goetzenbruck versant nord.
- Anciennes mentions : Mont-Royal ou Königsberg (carte Cassini) ; Montroïal (1771) ; Mont-Royal ou Kœnigsberg (1779) ; Sarrheimberg (1793) ; Saareinberg (An II) ; Sar-Rhinberg (An X).

### Lieux-dits
Reflet du long passé linguistique allemand du pays de Bitche, les micro-toponymes ruraux (ou lieux-dits cadastraux) ne sont pas en français mais en allemand. On compte notamment:

## Histoire
L’histoire de Gœtzenbruck est indissociable de l’histoire d'Althorn et Sarreinsberg, et de manière plus générale des communes voisines (Mouterhouse, Saint-Louis, Meisenthal, etc.) et de l’ensemble de la région.

### Préhistoire
À l’époque préhistorique, le pays de Bitche était déjà peuplé, des occupations éparses ayant été relevées dans la contrée, à Gœtzenbruck la seule trace de cette occupation est une hache polie du Néolithique, découverte à l’extrémité de la rue des Bruyères.

### Moyen Âge

#### Moyen Âge central
Au XIe siècle, le pays de Bitche apparaît comme une entité territoriale de la Lotharingie orientale. Au XIIe siècle, l’évêque de Metz et le duc de Lorraine cherchent à contrôler une partie de la route du sel ; pour une fois, le duc remporte cette lutte d’influence et tente de s’installer en Alsace du Nord.
À la fin du XIIIe siècle, le duché se recentre sur l’axe meurthois et échange, avec le comte de Deux-Ponts, la seigneurie de Bitche contre Sarreguemines, Lindre et Marimont, tout en conservant son droit de suzeraineté. C’est à cette époque, que l’on peut situer la création d’un monastère datant du Bas Moyen-Âge au Klostenberg, aujourd’hui disparu et malheureusement non localisé.

#### Moyen Âge tardif

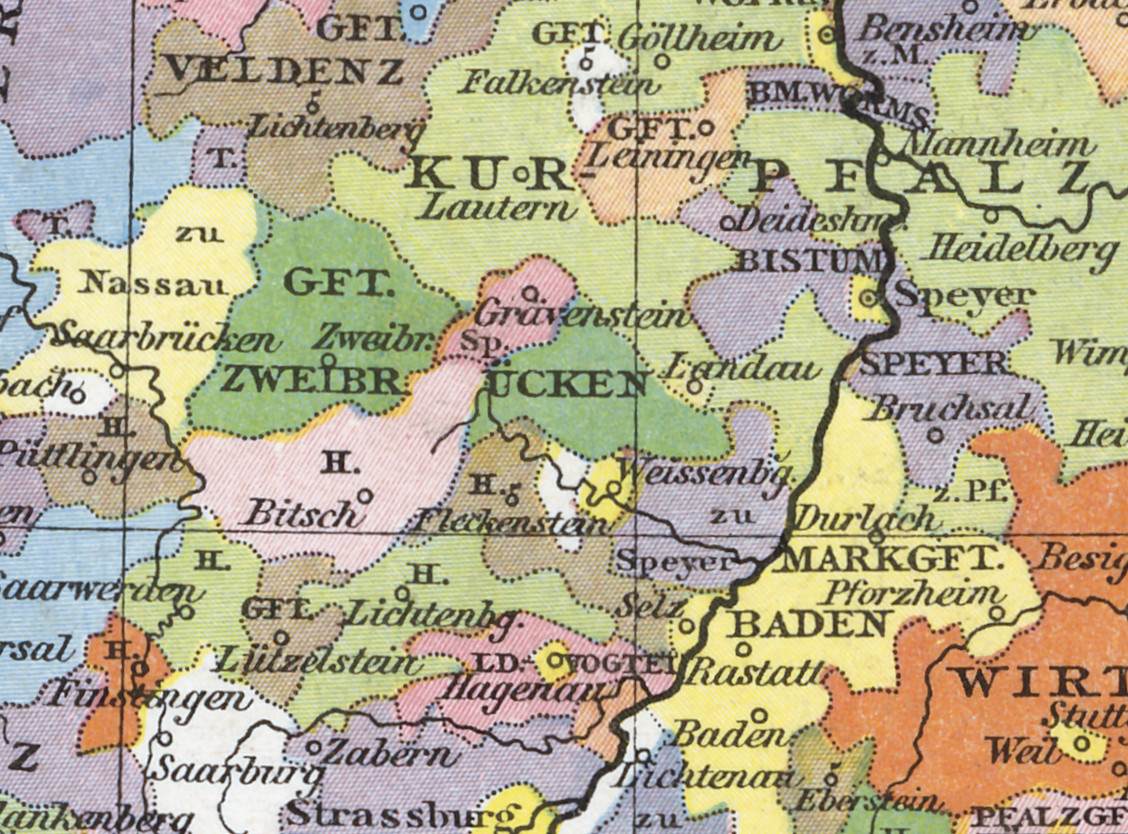
Le comté de Deux-Ponts-Bitche vers 1400 (en rose au centre).

Au XIVe siècle, une importante route commerciale servait au trafic des produits manufacturés dans les Flandres vers l’Italie, et dans l’autre sens des marchandises plus lointaines (« Le Levant ») vers le nord. Les sires de Bitche, alors comtes de Deux-Ponts percevaient un droit de péage sur cette route, route qui ne pouvait éviter le col étroit surplombant des marécages (future localisation de la verrerie), ainsi un pont « formé d’un grand nombre de corps d’arbres juxtaposés » fut construit pour rendre cette voie carrossable.
De là l’origine du nom de Gœtzenbruck (pont de rondins) avec ses différentes variantes, initialement « Gätterbrick », « Gotzbrick » en 1721, « Goetzembruck » en 1751 pour acquérir sa forme définitive en 1790.
Au cours du XVe siècle, les premières verreries s’établissent dans le pays de Bitche, on en dénombre une douzaine dans la forêt de Bitche depuis le Bas Moyen-Âge jusqu’au milieu du XVIIe siècle. Ces petites verreries s’élevaient toujours dans les vallées à proximité du bois et à côté de petites maisons également en bois destinées à l’habitation. L’établissement ne durait que peu de temps, le temps nécessaire à rouler le bois, puis une nouvelle verrerie était construite plus loin, c’était l’ère des verreries nomades, les « Glashütten »,.

### Temps modernes

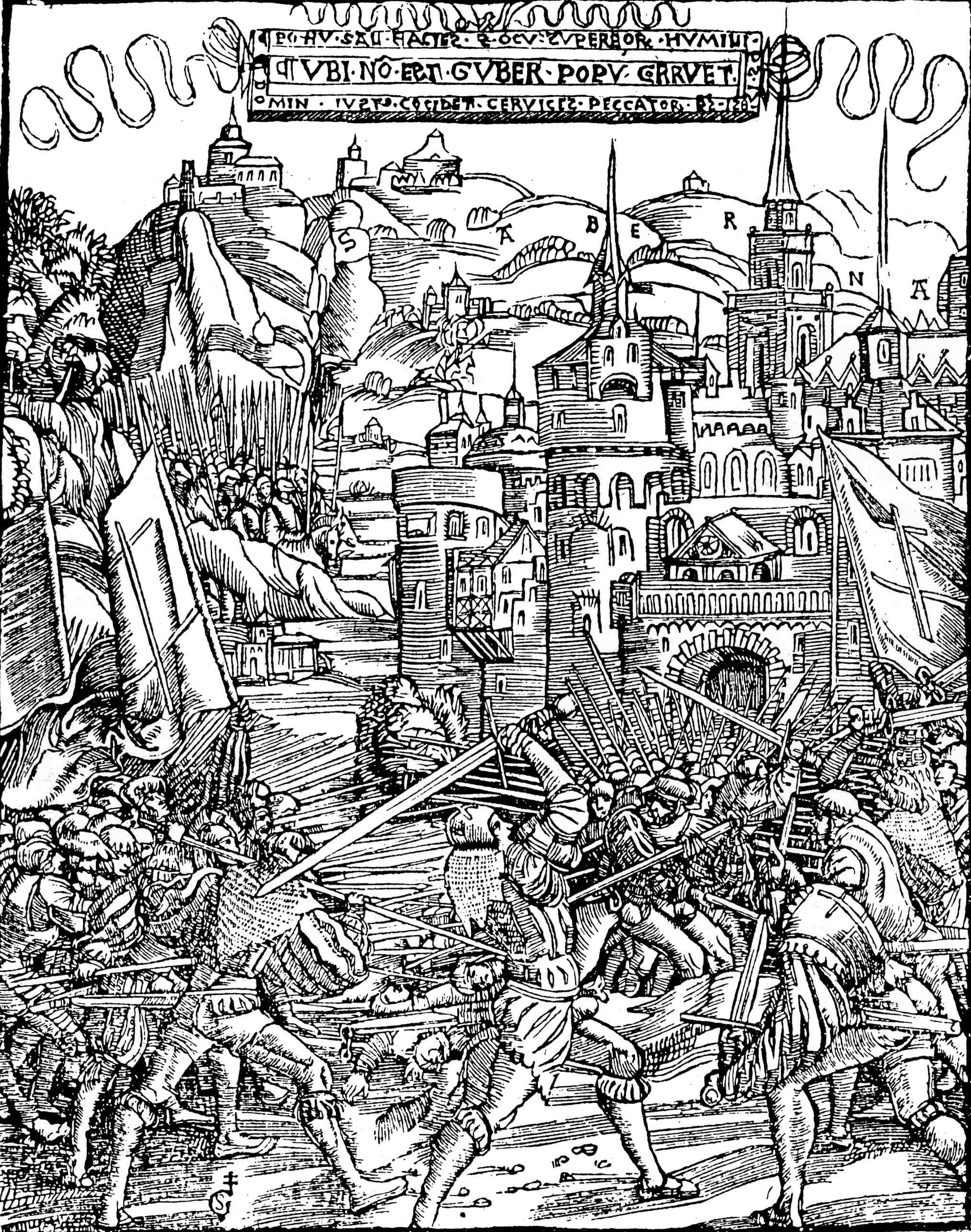
La bataille contre les Rustauds à Saverne (gravure de Gabriel Salmon illustrant le livre de Nicolas Volcyr de Serrouville, 1526)

Au XVIe siècle, le pays de Bitche retombe de force dans le giron lorrain dans le but d’une pénétration du duc vers l’Alsace. Au cours des XVe et XVIe siècles, plusieurs villages sont détruits par les guerres successives : guerre des Rustauds en 1525, querelle entre le comte d’Eberstein et le comte de Nassau en 1570, lutte d’Henri IV contre la Ligue en 1591. Ainsi sont anéantis « Horn » à l’emplacement duquel sera construit Althorn en 1594 et « Smalendalen » (Schmalenthal) dans la vallée de Mouterhouse aujourd’hui disparu.

#### Guerre de Trente Ans (1618-1648)
La Guerre de Trente Ans sera encore plus désastreuse. Les Croates et les Cosaques mettent la région à feu et à sang en 1622, et ensuite la peste de 1627 décime une bonne partie de la population du comté de Bitche. Les catholiques et les protestants s’entre-tuent, Richelieu tente de s’emparer de Phalsbourg pour avoir la route libre en direction de l’Alsace. Les Suédois en 1633 ne laissent après leur passage que misère et désolation. En 1635, la contrée est déserte, plus de 80 villages, hameaux et fermes ne sont plus que ruines désertes et abandonnées. Le 24 octobre 1648, la conférence de paix à Münster met fin à cette guerre. En 1661, Sarreinsberg ne comptait plus que deux habitants, le repeuplement ne s’effectuant que petit à petit.

#### Guerre de la Ligue d'Augsbourg (1688-1697)
En 1646, des bans déserts sont donnés en gage au colonel de Verveine. À la fin du XVIIe siècle, l’éclatement du duché mène à la création d’une principauté autonome de la Sarre dirigée par le prince de Vaudémont. Le duc rejoint la coalition anti-française, et capitule finalement en 1679 face à Louis XIV. Ce dernier édicta en 1686 des mesures de revitalisation de cette région qui vit renaître une industrie régionale traditionnelle, la verrerie et la fabrication du cristal, initialement créée en 1586 à Müntzthal (Saint-Louis), aussi de nouveaux habitants repeuplent progressivement la région.
À partir de cette période, Althorn connaît un développement lié à l’exploitation de mines de fer sur le Plackenberg par les forges de Mouterhouse (voir carte de l’atlas topographique du comté de Bitche).

#### Réunion de la Lorraine par la France (1705-1766)

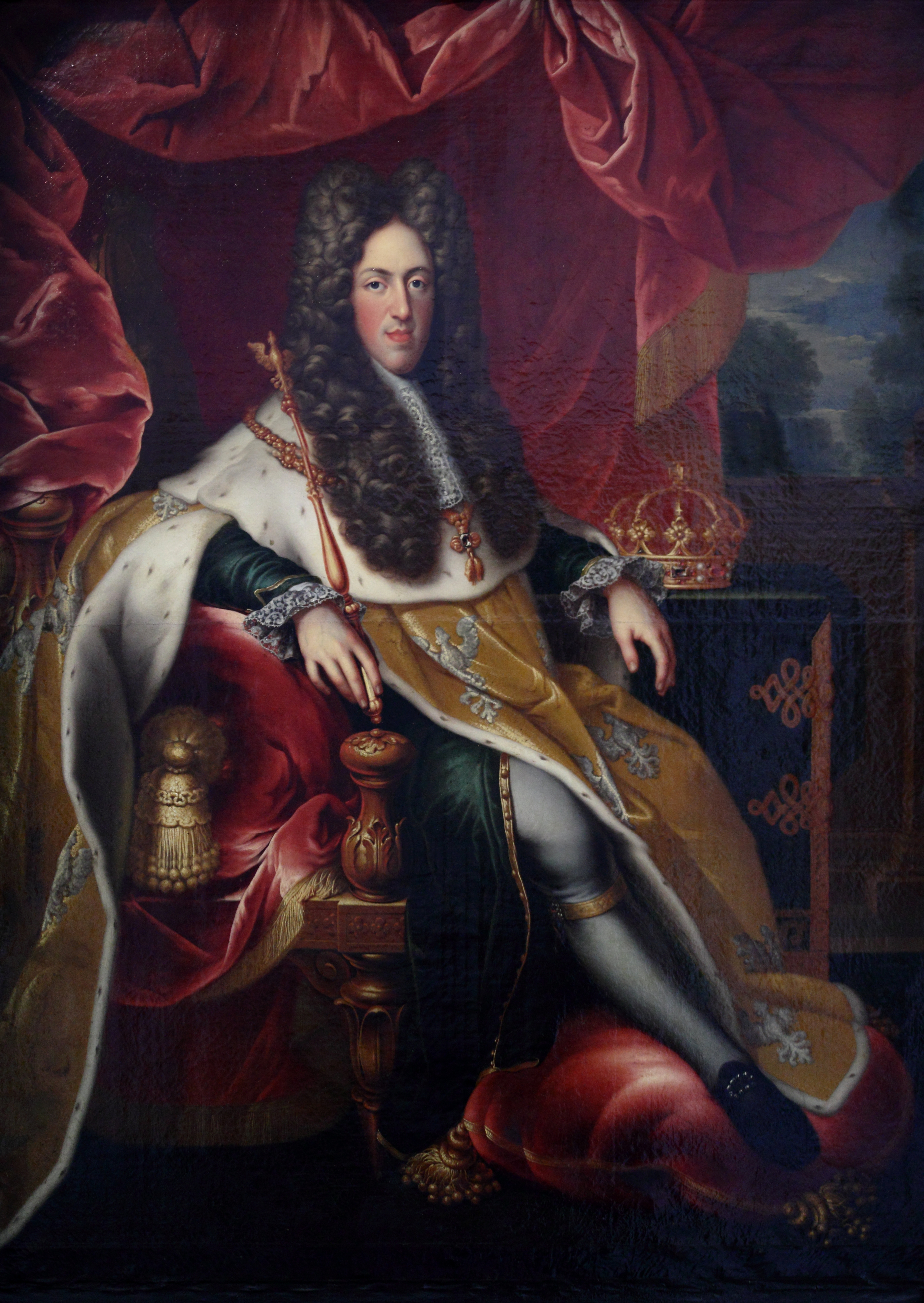
Léopold Ier, duc de Lorraine et de Bar, repeupla et dynamisa ses duchés martyrisés par les guerres

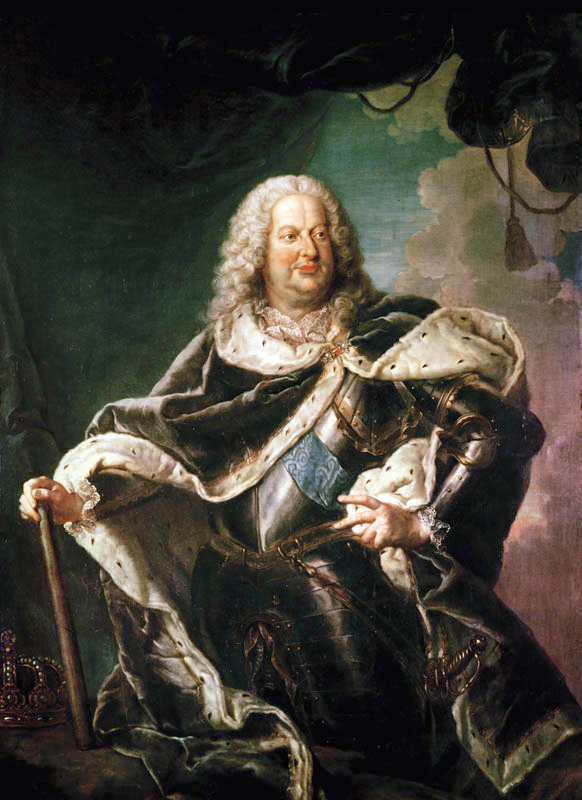
Stanislas Leszczynski, duc de Lorraine à titre viager et roi titualaire de Pologne, souverain fantoche mais débonnaire.

En 1705, le retour des Français met en place une souveraineté territoriale : les Français protègent les frontières, alors que les Lorrains assurent la police intérieure. Le comté de Bitche se ruine alors dans l’aménagement de ses fortifications. Sous Stanislas, duc de Lorraine et de Bar à titre viager et roi titulaire Pologne, les impôts sont tellement écrasants que s’amorce un exode vers les pays de l'Est (Hongrie et Transylvanie), environ 1 400 personnes quittent l'arrondissement à la fin du XVIIe siècle.

#### Fondation de Goetzenbruck (1721)
En 1721, la fondation du village de Gœtzenbruck est liée à la création de la verrerie sur le col entre les deux éperons Schweizerberg et Sarreinsberg. Cette usine, propriété de MM. Walter, Berger et Rimlinger, des verriers de Meisenthal ayant reçu du duc Léopold Ier de Lorraine 600 arpents de bois pour y établir leur industrie, était spécialisée dans la fabrication des verres de montre et dans la gobeleterie. L’usine était éclatée sur deux sites, le verre de montre était soufflé dans une usine située en contrebas dans la vallée (ancien moulin à farine de 1735) alors que le travail de finition était assurée dans les actuels bâtiments de l’usine. La proximité des bois ainsi que le peu de taxes que la population devait payer pour l’exploitation du bois explique également le développement rapide de la verrerie. Le déboisement intensif lié à cette industrie a laissé des marques sur le paysage comme le dénotent les cartes postales anciennes,.

#### Fondation de Sarreinsberg (1746)
En 1746, est fondé le village de Sarreinsberg, l’origine du nom provenant de la ligne de partage des eaux, au nord vers la Sarre et au sud vers le Rhin. Le village est également connu sous le nom de Mont-Royal ou Königsberg, noms supprimés après la Révolution française.

### Époque contemporaine

Le découpage administratif du district de Bitche en 1790.

À la Révolution française est créé le district de Bitche qui se heurte au clergé et sème la terreur. Les impôts sont toujours aussi difficiles à supporter. En 1800, le district est éclaté en
trois cantons (Bitche, Volmunster et Rohrbach), qui sont rattachés à l’arrondissement de Sarreguemines. Le pays de Bitche perd alors neuf siècles d’unité, et le « repliement » (c’est-à-dire le départ de l’élite locale) s’amorce.
En 1802, Gœtzenbruck devient une paroisse indépendante, auparavant, le village avec celui de Sarreinsberg, était la succursale de la paroisse de Soucht, en 1807 est construite
la chapelle des Verreries à l’emplacement d’une chapelle plus ancienne datant de 1721. Elle est actuellement inscrite à l’Inventaire Supplémentaire des monuments Historiques.
De 1858 à 1868, une nouvelle église est construite à la jonction entre Gœtzenbruck et Sarreinsberg. Althorn est érigée en paroisse de l'archiprêtré de Bitche en 1872.

#### Annexion par l'Empire allemand (1871-1918)
Lorsque la guerre éclate en 1870, les soldats du Kaiser s’arrêtent à Goetzenbruck et le village ainsi que toute la Lorraine mosellane deviennent allemands. À la suite de ce changement de nationalité, de nombreux verriers quittent le pays de Bitche pour aller s’installer à Nancy et à l’intérieur de la France. De ce fait, la région perd des artistes comme Daum, Muller et Gallé qui travaillaient avec les cristalleries locales.
En 1938, est créée la Manufacture d’optique « Mont-Royal » qui sera florissante jusque dans les années 1960, après une restructuration importante à la fin des années 1990, cette entreprise est devenue un modèle industriel de notoriété internationale.

#### Seconde Guerre mondiale (1939-1945)
Pendant la Seconde Guerre mondiale, la commune est évacuée dans la nuit du 6 au 7 février 1945 dans la région de Sarre-Union jusqu'à fin mars 1945. La mairie est repliée à Bischtroff-sur-Sarre. Le village est bombardé du 5 décembre 1944 au 15 mars 1945 et libéré par les troupes américaines le 6 décembre 1944. « Village de Lorraine éprouvé par les bombardements, Goetzenbrück, dont la population a été l'objet de nombreuses vexations et sollicitations de l'occupant, supporta toutes les épreuves avec un courage admirable. Par ses sacrifices, par son attachement à la France, s'est acquis des droits à la reconnaissance du Pays. » Cette citation comporte l'attribution de la Croix de guerre avec étoile de bronze. En 2005, la commune édite le livre Freiheitswind écrit par Philippe Koffler et Lise Pommois qui retrace la libération du village en décembre 1944 par les troupes alliées et regroupe des témoignages d'habitants ayant vécu cette période. Le paysage urbain en sera fortement modifié avec de nouvelles constructions possédant une nouvelle forme urbaine,.
Après avoir connu des situations diverses et dépendu de Mouterhouse, Althorn et Sarreinsberg ne sont définitivement rattachés à Gœtzenbruck qu'en 1947. La date officielle du rattachement de Sarreinsberg à Gœtzenbruck est le 12 avril 1947.

## Politique et administration

### Situation administrative

Situation de Goetzenbruck (rouge) au sein du canton de Bitche (gris).

Depuis 1802, Goetzenbruck est rattachée à l'arrondissement de Sarreguemines. La commune dépend de la cinquième circonscription de Moselle.
De 1790 à 1802, Goetzenbruck a fait partie de l'éphémère canton de Lemberg du district de Bitche. Depuis cette date, la commune dépend du canton de Bitche (46 communes pour près de 35 000 habitants). Selon le principe de parité, deux conseillers départementaux - une femme, un homme - sont nécessairement issus des suffrages. À la suite des élections départementales des 22 et 29 mars 2015, les représentants auprès du conseil départemental de la Moselle sont Anne Mazuy-Harter (DVD) et David Suck (UDI), ancien vice-président du conseil général.

### Instances judiciaires et administratives
Dans le ressort de la Cour d'appel de Metz, Goetzenbruck relève du tribunal de grande instance, du tribunal d'instance, du tribunal pour enfants et du bureau foncier de Sarreguemines, de la Cour d'Assises de Moselle, du tribunal administratif de Strasbourg et de la cour administrative d'appel de Nancy.
La commune se trouve dans la circonscription de gendarmerie de la communauté de brigades (COB) de Bitche.

### Intercommunalité

Situation de la C.C. du Pays de Bitche (rouge) au sein de la Moselle (gris).

Goetzenbruck fait partie de la communauté de communes du Pays de Bitche (CCPB) qui regroupe en son sein trente-sept communes situées autour de Bitche. Depuis 2009, cette institution est présidée par Francis Vogt, conseiller municipal de Bitche. Les trois délégués de Goetzenbruck pour cette structure intercommunale sont le maire Joël Romang ainsi que les conseillers municipaux Pierrette Dorckel et Franck Hinsberger.
Parmi ses nombreuses compétences, la CCPB gère le gymnase et le plateau sportif du collège de Lemberg, le gymnase et le plateau sportif du collège Kieffer de Bitche, La piscine et la médiathèque Rocca de Bitche, le site du Simserhof au Légeret, le site verrier de Meisenthal, le musée du Sabotier de Soucht, le site du moulin d'Eschviller, la collecte des ordures ménagères, l’entretien des cours d’eau et le développement touristique. Le siège administratif et les bureaux de la CCPB se situent à Bitche, au 4 rue du Général Stuhl.

### Tendances politiques et résultats

#### Élections présidentielles
Lors du second tour de l'élection présidentielle de 2002, Jacques Chirac, RPR, élu, avait obtenu à Goetzenbruck 82,21 % des suffrages et Jean-Marie Le Pen, FN, 17,79 % des suffrages ; le taux de participation était de 77,49 %.
Cinq ans plus tard, lors du second tour de l'élection présidentielle de 2007, Nicolas Sarkozy, UMP, élu, avait obtenu à Goetzenbruck 53,27 % des suffrages et Ségolène Royal, PS, 46,73 % des suffrages ; le taux de participation était de 80,12 %.
Cinq ans plus tard, lors du second tour de l'élection présidentielle de 2012, François Hollande, PS, élu, avait recueilli 50,97 % des suffrages et Nicolas Sarkozy, UMP, 49,03 % des suffrages ; le taux de participation était de 78,22 %.

### Liste des maires
| Période   | Période   | Identité          | Étiquette | Qualité                           |
| --------- | --------- | ----------------- | --------- | --------------------------------- |
| 1947      | 1953      | Robert Kirrmann   | NC        | NC                                |
| 1953      | 1958      | Théophile Stenger | NC        | NC                                |
| 1958      | 1965      | Louis Rohr        | NC        | NC                                |
| 1965      | 1971      | Emile Fuhrmann    | NC        | NC                                |
| 1971      | 1983      | Marcel Goebel     | NC        | NC                                |
| mars 1983 | mars 2008 | Gilbert Maurer    | PS        | Enseignant                        |
| mars 2008 | En cours  | Joël Romang       | NC        | Ancienne profession intermédiaire |

### Budget et fiscalité 2023
En 2023, le budget de la commune était constitué ainsi :
- total des produits de fonctionnement : 1 276 000 €, soit 848 € par habitant ;
- total des charges de fonctionnement : 1 113 000 €, soit 739 € par habitant ;
- total des ressources d'investissement : 242 000 €, soit 161 € par habitant ;
- total des emplois d'investissement : 376 000 €, soit 250 € par habitant ;
- endettement : 586 000 €, soit 391 € par habitant.

Avec les taux de fiscalité suivants :
- taxe d'habitation : 11,50 % ;
- taxe foncière sur les propriétés bâties : 27,76 % ;
- taxe foncière sur les propriétés non bâties : 57,36 % ;
- taxe additionnelle à la taxe foncière sur les propriétés non bâties : 0,00 % ;
- cotisation foncière des entreprises : 0,00 %.

Chiffres clés Revenus et pauvreté des ménages en 2021 : médiane en 2021 du revenu disponible, par unité de consommation : 23 470 €.

### Rattachements géographiques
- 1721–1736 :  Saint-Empire romain germanique
  -  duché de Lorraine, bailliage d'Allemagne et comté de Bitche
- 1736-1766 :  duché de Lorraine
  - 1736-1751 : Bailliage d'Allemagne et comté de Bitche
  - 1751-1766 : Bailliage de Bitche
- 1766–1791 :   Royaume de France
  -  Grand-gouvernement de Lorraine-et-Barrois et bailliage de Bitche
- 1791-1871 :  France
  - 1791-1802 :  département de la Moselle et canton de Lemberg
  - 1802-1871 :  département de la Moselle et canton de Bitche
- 1871–1918 :  Empire allemand
  -  Alsace-Lorraine, District de Lorraine et Arrondissement de Sarreguemines
- 1918–1940 :  France
  -  département de la Moselle et canton de Bitche
- 1940–1945 :  Allemagne nazie
  - Gau Westmark, CdZ-Gebiet Lothringen et Arrondissement de Sarreguemines
- depuis 1945 :  France
  - 1945-2015 :  région Lorraine,  département de la Moselle et canton de Bitche
  - depuis 2016 :  région Grand Est,  département de la Moselle et canton de Bitche

## Population et société

### Démographie

#### Évolution démographique
L'évolution du nombre d'habitants est connue à travers les recensements de la population effectués dans la commune depuis 1793. Pour les communes de moins de 10 000 habitants, une enquête de recensement portant sur toute la population est réalisée tous les cinq ans, les populations de référence des années intermédiaires étant quant à elles estimées par interpolation ou extrapolation. Pour la commune, le premier recensement exhaustif entrant dans le cadre du nouveau dispositif a été réalisé en 2008.

En 2022, la commune comptait 1 464 habitants, en évolution de −5,61 % par rapport à 2016 (Moselle : +0,52 %, France hors Mayotte : +2,11 %).
| 1793 | 1800 | 1806 | 1821 | 1836  | 1841 | 1861 | 1866 | 1871 |
| ---- | ---- | ---- | ---- | ----- | ---- | ---- | ---- | ---- |
| 215  | 232  | 283  | 784  | 1 102 | 524  | 624  | 697  | 678  |

| 1875 | 1880 | 1885 | 1890 | 1895 | 1900 | 1905 | 1910 | 1921 |
| ---- | ---- | ---- | ---- | ---- | ---- | ---- | ---- | ---- |
| 685  | 674  | 752  | 757  | 793  | 883  | 950  | 965  | 930  |

| 1926 | 1931 | 1936 | 1946  | 1954  | 1962  | 1968  | 1975  | 1982  |
| ---- | ---- | ---- | ----- | ----- | ----- | ----- | ----- | ----- |
| 942  | 931  | 954  | 1 850 | 1 869 | 1 905 | 1 979 | 1 899 | 1 759 |

| 1990  | 1999  | 2006  | 2008  | 2013  | 2018  | 2022  | - | - |
| ----- | ----- | ----- | ----- | ----- | ----- | ----- | - | - |
| 1 720 | 1 751 | 1 714 | 1 703 | 1 608 | 1 510 | 1 464 | - | - |

Après une forte croissance de population à la fin du XIXe siècle (passage de 1 735 habitants en 1851 à presque 2 400 en 1900), due à l’industrialisation de la région de Bitche et à la verrerie implantée dans la commune, la population de Gœtzenbruck a connu une chute linéaire et importante lors de la première moitié du XXe siècle. En effet, la commune a perdu plus de 500 habitants en 54 ans (elle atteint 1 869 habitants en 1954), cela est notamment dû aux deux guerres et aux restructurations de l’industrie verrière.
Une légère reprise a ensuite lieu, jusqu’à la fin des années 1960 (gain de 110 habitants en 14 ans). Après cela, on observe a nouveau une chute importante de la population au cours des années 1970 : la commune a perdu 140 habitants entre 1968 et 1982. Dans les années 1980, Gœtzenbruck a continué à perdre des effectifs (39 habitants sur une période de 8 ans). On observe pour finir une légère reprise dans les années 1990 (31 habitants sur une période de 9 ans). La construction d’un lotissement, comme celui de Gœtzenbruck (années 1980 et 1990), permet d’amoindrir la perte de population, mais ne suffit pas pour retrouver un réel dynamisme démographique.
Depuis 1947 les villages de Sarreinsberg et d'Althorn appartiennent à la commune de Goetzenbruck. Sarreinsberg avait déjà appartenu à la commune de Goetzenbruck de 1811 à 1837.

#### Activité et aspect social
|                                           | Pourcentage |
| ----------------------------------------- | ----------- |
| Artisans, commerçants, chefs d'entreprise | 2,4 %       |
| Cadres                                    | 2,3 %       |
| Professions intérimaires                  | 9,1 %       |
| Employés                                  | 13,3 %      |
| Ouvriers                                  | 26,7 %      |
| Étudiants                                 | 7,9 %       |
| Retraités                                 | 23,5 %      |
| Sans activité                             | 15,3 %      |

La population active représente 53,50 % des habitants de la commune, se classant ainsi dans le premier tiers national.

### Enseignement
La commune de Goetzenbruck est rattachée à l'académie de Nancy-Metz. Cette académie fait partie de la zone B pour son calendrier de vacances scolaires, et ce depuis le redécoupage des régions françaises de 2015. Avant, elle faisait partie de la zone A.
Le village dispose de deux écoles, l'école maternelle « Les Premiers Pas » et l'école élémentaire du Mont-Royal. Les élèves de Goetzenbruck vont ensuite au collège La Paraison de Lemberg. Pour poursuivre leurs études en lycée, ils se rendent principalement à Bitche ou à Sarreguemines.

### Vie associative
- L'Union sportive de Gœtzenbruck est le club de football de la commune fondé en 1928. L'équipe fanion sénior évolue actuellement en deuxième division de district. Au début des années 1980, l'équipe évoluait en Division d'Honneur Régionale (DHR), où il pouvait affronter les réserves des clubs professionnels de la région Lorraine. Le 19 juin 2011, le club fusionne avec l'AS Meisenthal pour former l'entente US Gœtzenbruck-Meisenthal[62].
- « Les Éclaireurs », association regroupant les adeptes de la marche sportive, organise tous les ans la fameuse marche populaire permettant à tous, qu'ils soient néophytes ou confirmés, de découvrir les magnifiques forêts avoisinantes.

### Médias

Le logo du Républicain lorrain.

Le Républicain lorrain est un quotidien régional d’information dont le siège social se situe à Metz. Dans son édition de Sarreguemines-Bitche, il consacre régulièrement des articles à l’actualité communale.
Dans le domaine des médias audiovisuels, trois chaînes de télévision sont accessibles aux habitants de Goetzenbruck et relaient les informations locales : France 3 Lorraine, Mosaïk et TV Cristal. Parmi les nombreuses stations de radio disponibles, on peut citer Radio Studio 1 et Radio Mélodie, basées respectivement à Bitche et à Sarreguemines, ainsi que Radio Salü, radio de langue allemande basée à Sarrebruck.

## Économie

### Activité historique
Le fondement de l'économie depuis 1721 est l'industrie du verre. La verrerie fut créée par Jean-Georges Poncet, artisan verrier de Meisenthal.
Les premières verreries étaient très petites (« Stuetzenhuetten », de simples huttes en bois). Les habitants étaient très pauvres et la construction de ces verreries était sommaire : quatre troncs d'arbres enfoncés dans le sol formaient les quatre coins, les parois et la toiture étaient en planches. Un vestige subsiste rue du Schweizerberg.
De la fabrication de statuettes de la Vierge à l'élaboration de burettes de chimiste, les verriers locaux se sont spécialisés dans l'élaboration de boules de Noël qui se répandent grâce à l'usine Vergo (nom composé de « ver » pour verrerie et « go » de Goetzenbruck) qui les produira en grand nombre à la fin du XIXe siècle pour décorer les sapins de Noël du monde entier. La production passera de 80 000 unités dans les années 1930, à 200 000 en 1950. En 1964, Vergo arrête de souffler des boules de Noël car les usines de production automatisée permettent de produire des boules beaucoup moins chères. En 1981, l'usine dépose son bilan et est rachetée par la société britannique Pilkington pour y fabriquer des verres ophtalmiques (verres de lunettes). Depuis, la société a été rachetée par Sola optique (groupe Zeiss) qui, en 2006, décide de délocaliser l'unité de production au Mexique. À ce jour le complexe industriel est en cours de reconversion.
Parallèlement à l'essor du groupe Vergo, l'usine familiale Mont Royal, implantée sur le Königsberg, fait son nid dans les verres ophtalmiques. Toujours à la pointe des évolutions technologiques, fournissant les grands opticien nationaux, Mont Royal perpétue la tradition locale verrière.

### Activité actuelle
Dans un secteur rural voué à l'exode à la fin du XXe siècle, la commune a su garder les petits commerces et artisans locaux. En 1993 fut entreprise la création d'une zone artisanale et commerciale afin de promouvoir l'essor de la commune. L'économie de la commune se répartit d'après le tableau suivant :
|                       | Nombre |
| --------------------- | ------ |
| Industries            | 21     |
| Construction/Bâtiment | 5      |
| Commerces/Réparations | 13     |
| Sociétés de service   | 18     |

## Culture locale et patrimoine

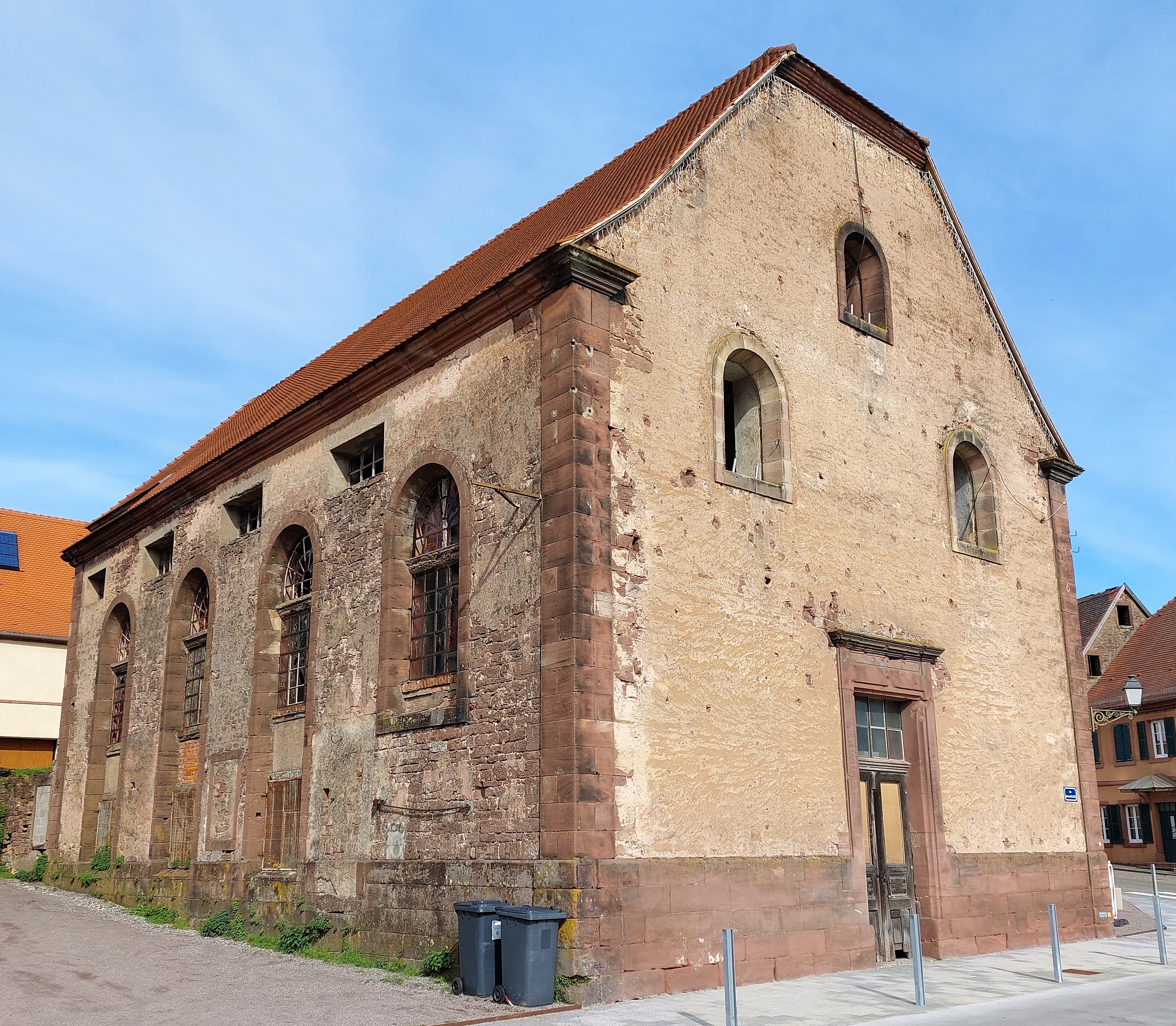
Chapelle des verreries.
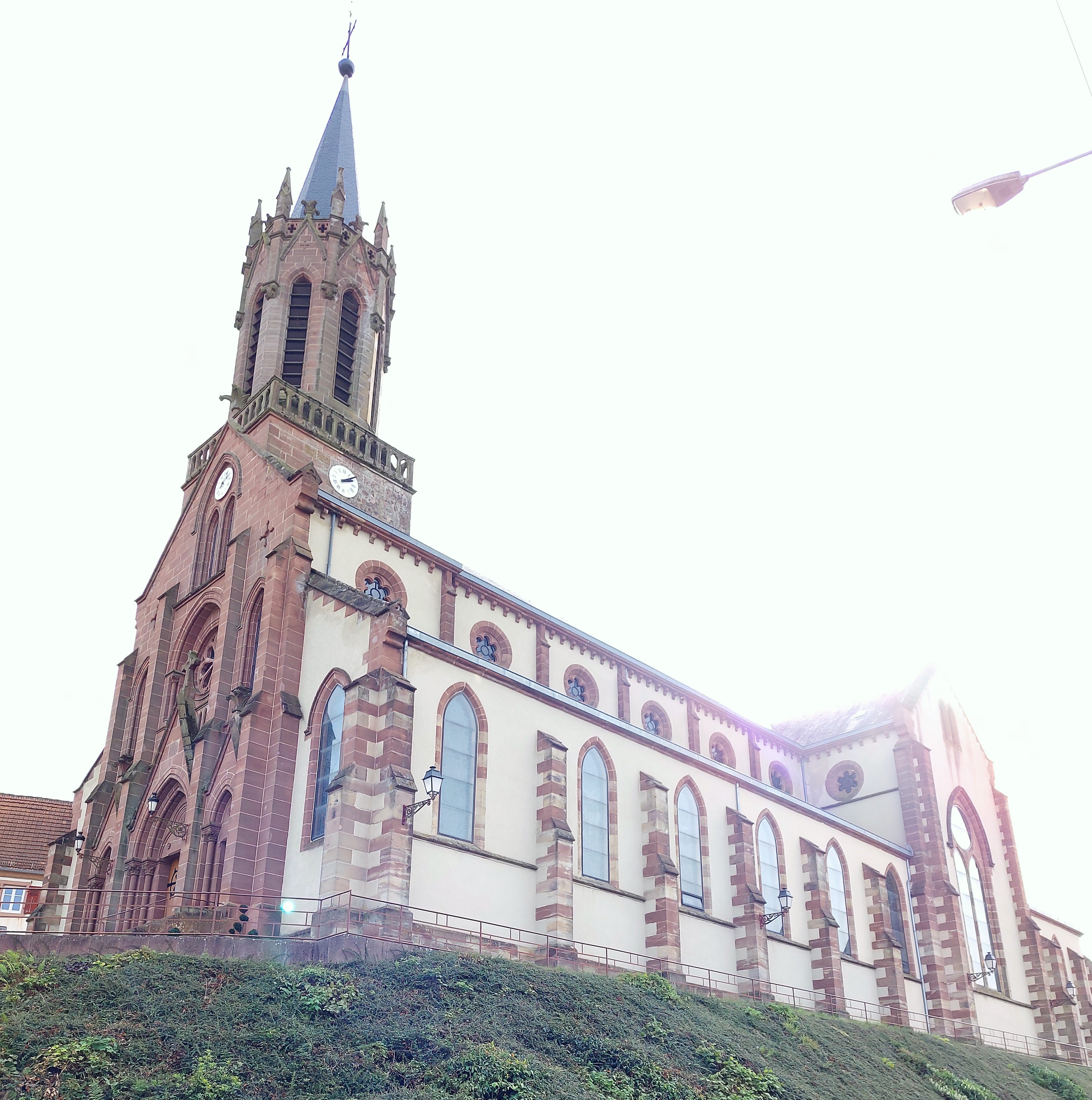
Église de la Visitation.
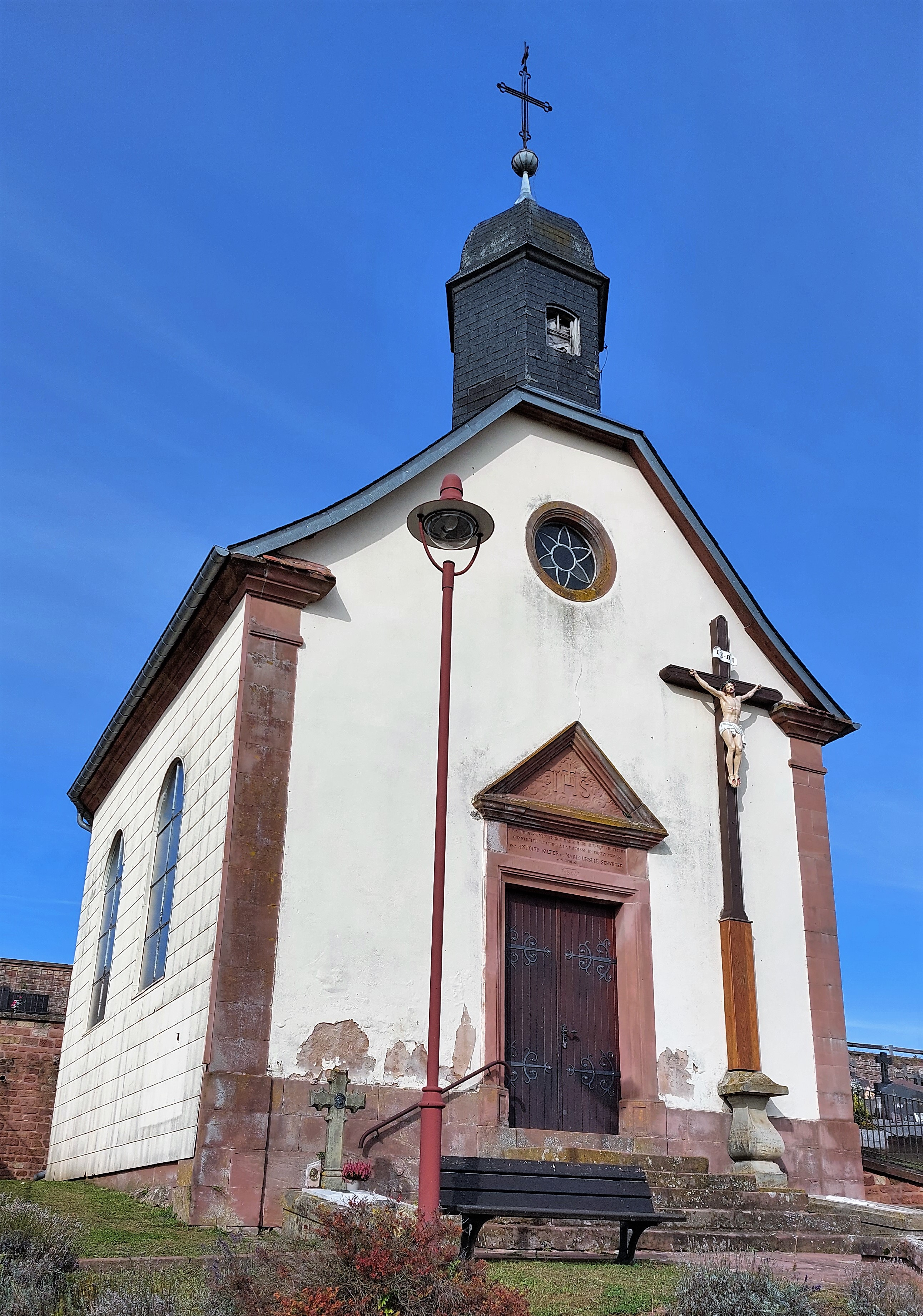
Chapelle du cimetière.
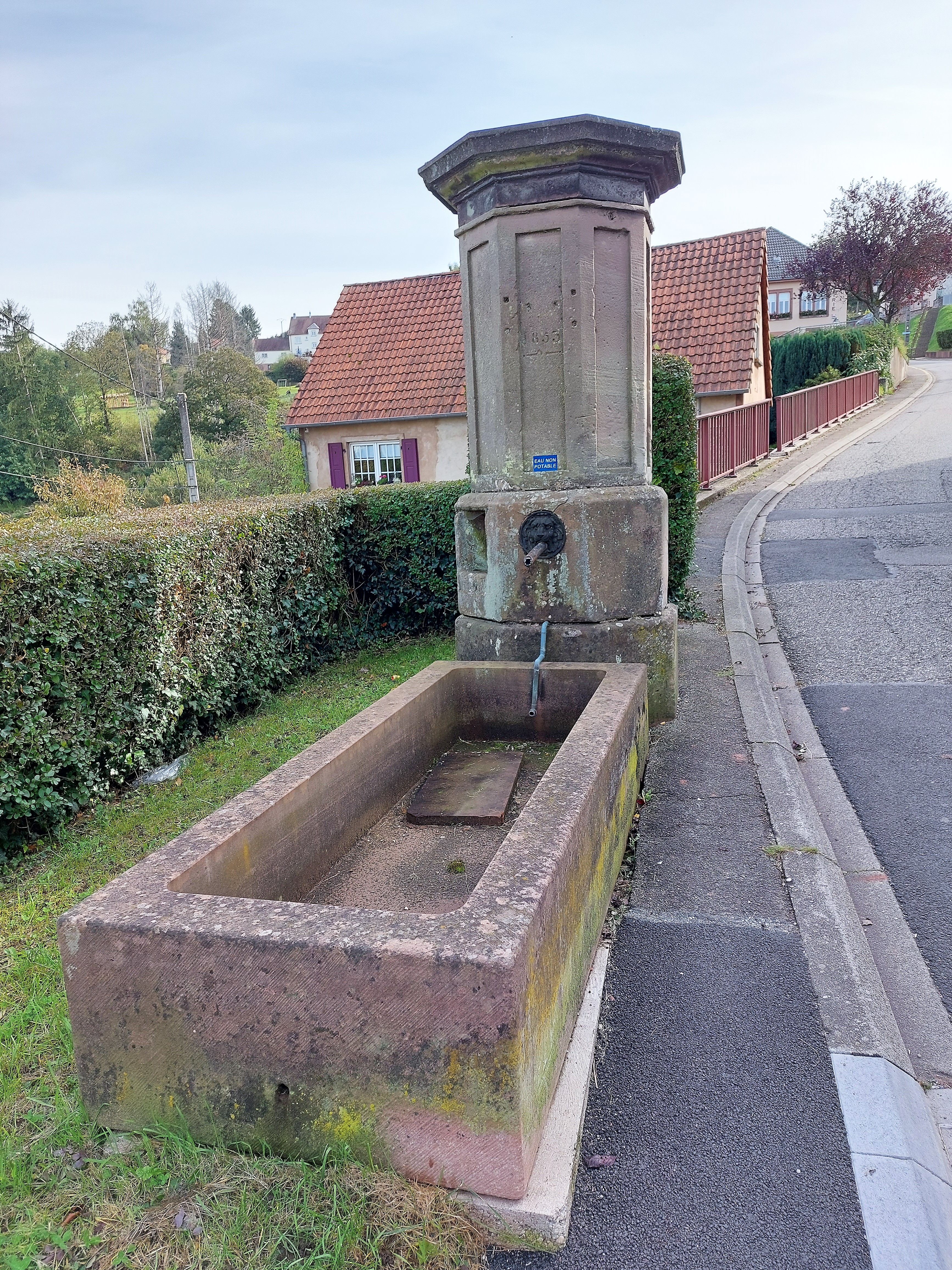
Fontaine.
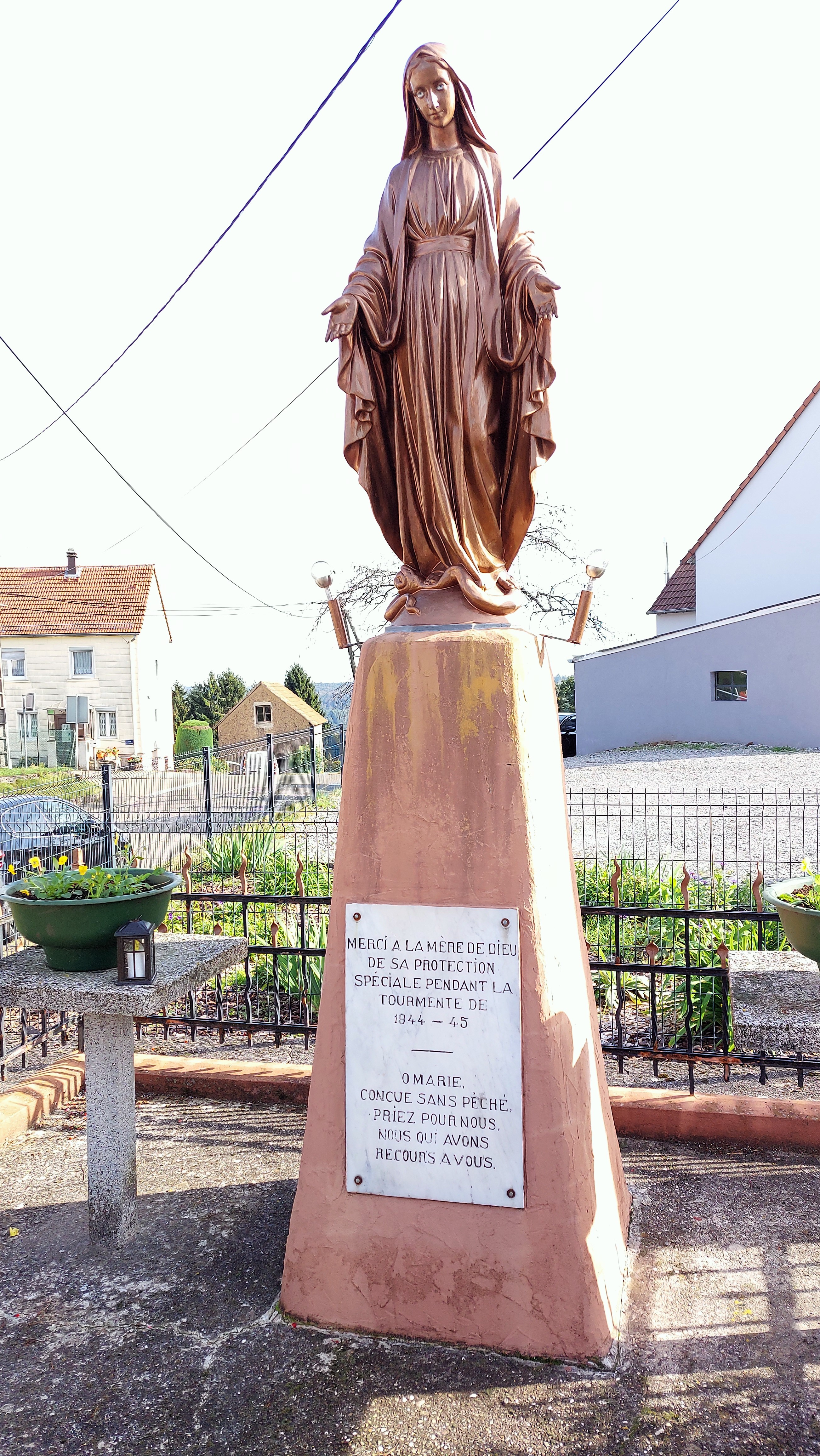
Statue de la Vierge-Marie.
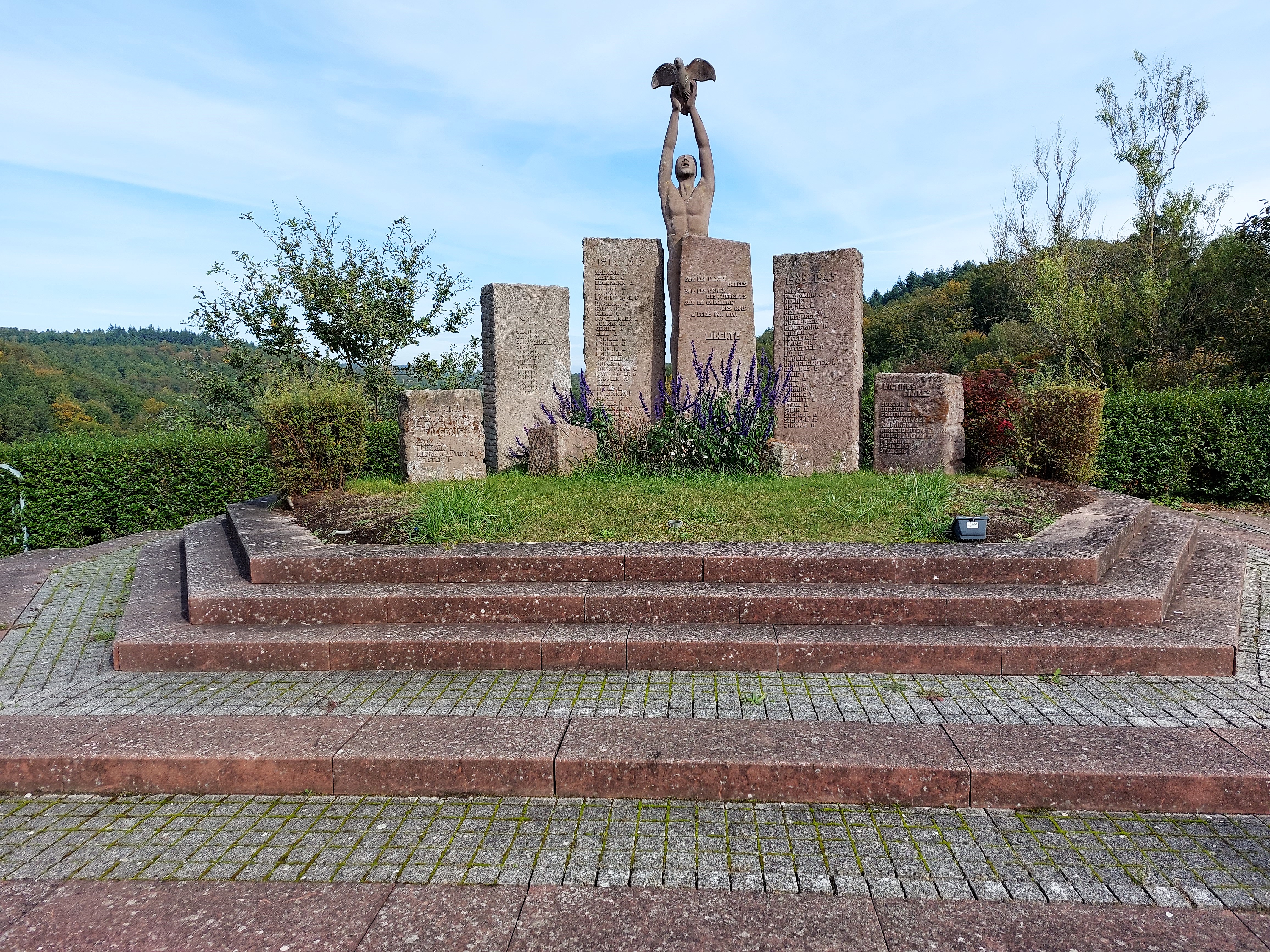
Monument aux morts.
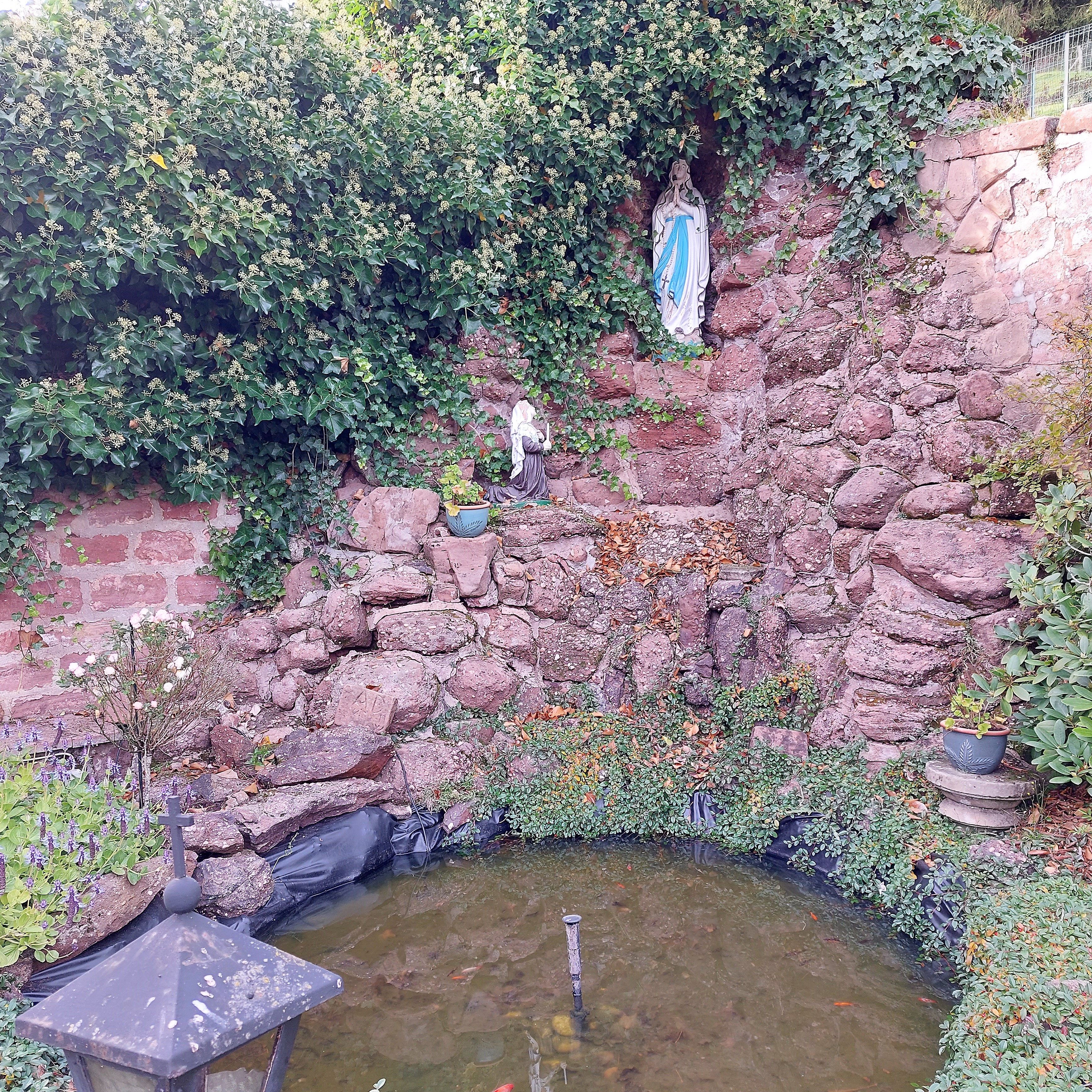
Grotte de Lourdes à Althorn.

### Lieux et monuments
- La verrerie, fondée en 1721 ;
- Plusieurs grandes maisons du début du XIXe siècle bordent la rue de Bitche, l'axe principal nord-sud du village. Celle située aux 7 et 8 de la rue, sans doute un ancien relais de poste, s'impose par sa longue façade très largement percée. En dépit d'une date, 1789, dans un cartouche sur le linteau de la porte piétonne semble avoir été regravée à une date bien postérieure, la maison paraît remonter au début du XIXe siècle. La partie la plus soignée de l'élévation, située à droite, se distingue par ses fenêtres pourvues d'exceptionnelles allèges à table saillante séparant les deux niveaux. La porte cochère couverte d'un arc en anse de panier est appareillée, tandis que la porte piétonne de droite au chambranle mouluré est finement décorée de baguettes enrubannées, de piastres enfilées, d'oves et de rais de cœur, tous ces éléments décoratifs appartenant au répertoire de l'art classique, comme les denticules et les modillons qui soulignent l'entablement et le pot à feu qui le couronne ;
- Élevée à la fin du XVIIIe siècle ou au tout début du XIXe siècle, la ferme située au 19, rue Saint-Hubert, abrite sous un même toit le logis et l'exploitation. La façade sur rue est encadrée par deux chaînes d'angle à bossages et les niveaux sont séparés par un bandeau, une corniche moulurée contenant l'élévation. Particulièrement soignée dans le rythme des couvertures, la façade de l'exploitation, de composition symétrique, s'ouvre par deux portes en plein cintre correspondant à l'étable et à l'écurie, encadrant la porte charnière de la grange, de même forme.

### Patrimoine religieux
- L'église de la Visitation, érigée au XIXe siècle ;

Orgue, œuvre de l'atelier Dalstein-Haerpfer, installé en 1884, restauré par Willy Meurer en 1968 et par Mühleisen en 1983.
- La chapelle des Verreries, située au nord de la verrerie dont les façades et toitures sont inscrites au titre des monuments historiques par arrêté du 15 juin 1978[65] ;
- La chapelle de la Vierge-des-Sept-Douleurs ;
- L'église paroissiale Saint-Chrodegang à Althorn, construite en 1841.

Orgue Verschneider-Krempf - Frédéric Haerpfer.
- Grottes de Lourdes[67],[68].

### Patrimoine culturel

#### Dialecte
Sur le plan culturel, la seconde moitié du XXe siècle se caractérise par la diffusion de la langue française dans le village et plus largement dans l'ensemble de la population alsacienne et mosellane. Depuis le traumatisme de l'occupation nazie de 1940-1945, la langue allemande et le dialecte francique sont en net recul même si le canton de Bitche comptait encore 80 à 90 % de locuteurs du francique lorrain en 1962.
Dans les conversations en français de Moselle germanophone, outre les spécificités de l'accent francique lorrain (non distinction entre le p et le b, le ch et le j, le d et le t), la syntaxe est fréquemment bousculée par celle de l'allemand. Parmi les autres tendances lourdes figurent l'inversion entre le prénom et le nom (Muller Michel), l'usage fréquent d'abréviations pour les noms de localités (Goetz', 'Bronn, Ench', Meis', Stras'), et l'emprunts de mots à la langue francique rhénane (Bix, Flammkuche, Schnaps, Scheslon, Kirb).

### Personnalités liées à la commune
- Le créateur anonyme de la boule de Noël. Traditionnellement, on accrochait des pommes au sapin, mais en 1858, l'hiver fut si rigoureux qu'il n'y eut plus de pommes. Un artisan verrier eut l'idée pour donner quand même un peu de joie à la fête de créer des boules représentant une pomme et d'autres fruits. La boule de Noël était née. Aujourd'hui de Tokyo à New York et de Stockholm à Johannesbourg durant toute la période des fêtes de Noël sa création est représentée.
- Jean-Baptiste Poncet, assesseur à la prévôté de Bitch, après avoir fondé la verrerie, a fait construire en 1724 une chapelle en l'honneur de la Vierge Marie pour les verriers.

### Héraldique
| Blason de Goetzenbruck | Blason  | Mi-parti coupé : au 1er de gueules au cor de chasse d'argent, lié et virolé d'or, surmonté d'un alérion d'argent ; au 2e d'argent à un mont à trois coupeaux de gueules, les deuxième et troisième coupeaux bordés d'azur vers les flancs, sommé d'un étendard d'azur à trois fleurs de lys d'or ; au 3e d'azur à la fasce vergetée d'argent, au cuveau d'or soutenu de flammes de gueules brochant                                                                                          |
| Blason de Goetzenbruck | Détails | Le cor de chasse (Horn) et l'alérion symbolisent le hameau d'Althorn, où les ducs de Lorraine possédaient un château. Le mont et l'étendard représentent Sarreinsberg, qui s'appela d'abord Mont-Royal ; les filets d'azur évoquent les cours d'eau qui en descendent vers la Sarre via l'Eichel et le Rhin via la Zinsel du Nord. Le pont fretté (Gitterbrücke) constitue un emblème parlant. Enfin le vase rappelle l'industrie du verre. Le statut officiel du blason reste à déterminer. |